# Meridian 59
Meridian 59 är ett onlinespel släppt av The 3DO Company i december 1995. Spelet var ett av de första onlinespelen i 3D. Med Meridian 59 myntades termen Massively Multi-Player Role-Playing Game (MMPRPG) för första gången. Med spelet Ultima Online utvecklas begreppet sedan till MMORPG.
Meridian 59 var det första spelet som man betalade för via månadsavgift, istället för att köpa och äga. Spelet var som populärast 1996, då 10 000-tals personer betalade 10,95 dollar i månaden för att spela. Ett par decennier senare har Meridian 59 fortfarande en liten grupp spelare kvar.